# Karolina Karasiewicz
Karolina Karasiewicz (Łódź, 23 juli 1992) is een Poolse weg- en baanwielrenster die sind medio 2023 rijdt bij de Italiaanse wielerploeg BePink-Imatra-Bongioanni.

## Carrière
In 2017 won ze het Pools kampioenschap wielrennen op de weg. Karasiewicz won in 2019 een bronzen medaille met op de ploegentijdrit tijdens de Europese Spelen in Minsk.

## Palmares

### Wegwielrennen
2010
 Pools kampioenschap tijdrijden, junioren
2017
 Pools kampioenschap op de weg
2021
 Pools kampioenschap tijdrijden
 Pools kampioenschap op de weg
1e etappe Princess Anna Vasa Tour
Eindklassement Princess Anna Vasa Tour

### Baanwielrennen
| Jaar     | PK                                                 | EK                          | WK       | Overig                                                      |
| Junioren | Junioren                                           | Junioren                    | Junioren | Junioren                                                    |
| -------- | -------------------------------------------------- | --------------------------- | -------- | ----------------------------------------------------------- |
| 2010     |                                                    | achtervolging · puntenkoers |          |                                                             |
| Elite    |                                                    |                             |          |                                                             |
| 2015     | puntenkoers                                        |                             |          |                                                             |
| 2016     | puntenkoers · omnium                               |                             |          |                                                             |
| 2017     |                                                    |                             |          |                                                             |
| 2018     | achtervolging · puntenkoers · omnium               |                             |          |                                                             |
| 2019     | scratch · puntenkoers                              |                             |          | Europese Spelen: ploegenachtervolging · WB Glasgow: scratch |
| 2020     | achtervolging · puntenkoes · scratch               | puntenkoers                 |          |                                                             |
| 2021     |                                                    |                             |          |                                                             |
| 2022     | puntenkoers                                        |                             |          |                                                             |
| 2023     | puntenkoers · omnium · achtervolging · koppelkoers |                             |          |                                                             |

## Ploegen
- 2023 –  Torelli (t/m 20 juni)
- 2023 –  BePink-GOLD (v.a. 21 juni)
- 2024 –  BePink-Bongioanni
- 2025 –  BePink-Imatra-Bongioanni